# Rehuel Lobatto

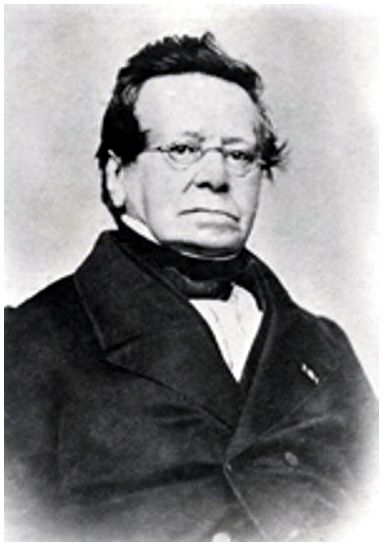
Rehuel Lobatto

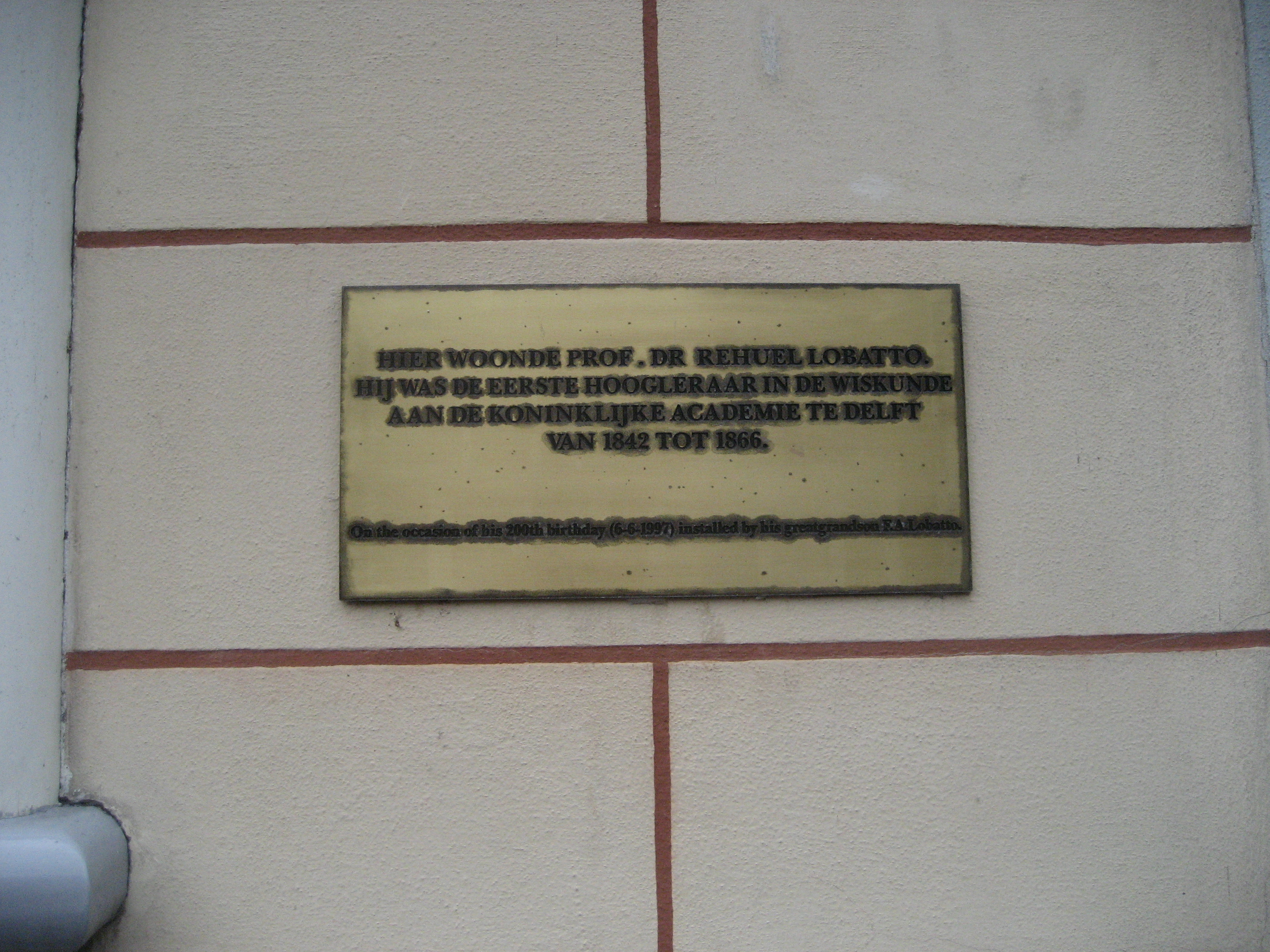
Gedenktafel für Lobatto (in Delft)

Rehuel Lobatto (* 6. Juni 1797 in Amsterdam; † 9. Februar 1866 in Delft) war ein niederländischer Mathematiker.

## Leben
Lobatto stammte aus einer Marranen-Familie (ursprünglich aus Portugal stammender Juden): Sein Vater war der Makler Isaac Cohen Lobatto, seine Mutter Rebecca Da Costa. Er zeigte schon als Kind ein Talent für Mathematik und war ein Schüler von  J. H. van Swinden am Athenäum in Amsterdam (um 1811) sowie ein Schüler von Adolphe Quetelet in Brüssel, mit dem er korrespondierte, unter dessen Einfluss er sich der Statistik zuwandte und mit dem er die Correspondance Mathématique et Physique herausgab. Als Jude konnte er damals nicht Mathematikdozent in den Niederlanden werden, erhielt aber 1816 eine Anstellung im Innenministerium. Er war auch Berater des Ministeriums für Maße und Gewichte und 1831 Sekretär der ersten statistischen Kommission der Niederlande. 1842 wurde er Professor für Mathematik an der neu gegründeten Königlichen Akademie in Delft.
Er verfasste auch Schulbücher und gab 1828 bis 1849 das offizielle statistische Jahrbuch in den Niederlanden heraus. 1841 wurde er Mitglied einer staatlichen Umschuldungskommission. Er war auch Berater der Regierung für Lebensversicherungen (ein damals neues Geschäftsfeld in den Niederlanden, das 1807 die erste Lebensversicherungsgesellschaft hatte) und einer Lebensversicherungsgesellschaft, nachdem er darüber 1830 ein Buch veröffentlicht hatte.
Er ist unter anderem für das Gauß-Lobatto-Verfahren in der numerischen Integration bekannt (siehe auch Runge-Kutta-Verfahren). Lobatto verbesserte 1827 die Breitenbestimmungsmethode von Cornelis Douwes für Seefahrer.
Er war Ritter des Ordens des Niederländischen Löwen und Ehrendoktor in Groningen (1834). Er war Mitglied der Königlich Niederländischen Akademie der Wissenschaften und aktives Mitglied der Wiskundig Genootschap.
1825 heiratete er Clara de Léon, mit der er über 10 Kinder hatte, von denen ihn vier überlebten.

## Schriften
- Lessen over de Hoogere Algebra. 1845.